# Melanum multisulcatum
Melanum multisulcatum är en tvåvingeart som beskrevs av Malloch 1938. Melanum multisulcatum ingår i släktet Melanum och familjen fritflugor. Inga underarter finns listade i Catalogue of Life.